# Erakor Golden Star FC
Az Erakor Golden Star FC egy vanuatui labdarúgócsapat, melynek székhelye Port Vilában található.

## Története
Az 1926-ban létrehozott együttes a Port Vila Football League tagja.
1989-ben a csapat egy nem hivatalos bajnoki címet szerzett, majd az újonnan alakult bajnokságban középszintű csapattá váltak és 2011-ben megízlelhették a másodosztály küzdelmeit is.
2012-ben megnyerték a másodosztályt és azóta az élvonalban háromszor végeztek a második helyen, majd 2016-ban első alkalommal hódították el a bajnoki trófeát, így jogosulttá vált a Bajnokok ligája részvételre.
A salamon-szigeteki Marist Fire ellen megszerezték első nemzetközi győzelmüket is, de csoportjuk másik két mérkőzését azonban elveszítették és búcsúzni kényszerültek a sorozat további küzdelmeitől.

## Sikerlista
- 2-szeres vanuatui bajnok: 1989,[1] 2016

## Játékoskeret
2017-től
| #  |         | Poszt | Név             |
| -- | ------- | ----- | --------------- |
| 1  | Vanuatu | K     | Serge Daniel    |
| 22 | Vanuatu | K     | Chikau Mansale  |
| 2  | Vanuatu | V     | Brian Kaltack   |
| 4  | Vanuatu | V     | Jacques Wanemut |
| 5  | Vanuatu | V     | Jason Thomas    |
| 6  | Vanuatu | V     | Jesse Kalopong  |
| 13 | Vanuatu | V     | Lucien Hinge    |
| 7  | Vanuatu | KP    | Robert Toukoune |
| 9  | Vanuatu | KP    | Anderson Takau  |
| 10 | Vanuatu | KP    | Kalserei Arsen  |
| 12 | Vanuatu | KP    | Gershom Kalsong |

| #  |         | Poszt | Név             |
| -- | ------- | ----- | --------------- |
| 17 | Vanuatu | KP    | Jacky Ruben     |
| 18 | Vanuatu | KP    | Barry Mansale   |
| 20 | Vanuatu | KP    | Johnny Kalorus  |
| 3  | Vanuatu | CS    | Michel Kaltack  |
| 8  | Vanuatu | CS    | Kaltfer Kaltack |
| 11 | Vanuatu | CS    | Nemani Roqara   |
| 14 | Vanuatu | CS    | Jean Kaltack    |
| 15 | Vanuatu | CS    | Tonly Kalotang  |
| 16 | Vanuatu | CS    | Bernard Daniel  |
| 19 | Vanuatu | CS    | Tony Kaltack    |

## Fordítás
- Ez a szócikk részben vagy egészben  az   Erakor Golden Star F.C. című angol Wikipédia-szócikk fordításán alapul.  Az eredeti cikk szerkesztőit annak laptörténete sorolja fel. Ez a jelzés csupán a megfogalmazás eredetét és a szerzői jogokat jelzi, nem szolgál a cikkben szereplő információk forrásmegjelöléseként.